# Hymenocephalus
Hymenocephalus és un gènere de peixos actinopterigis de la família dels macrúrids i de l'ordre dels gadiformes.

## Taxonomia
- Hymenocephalus adelscotti (Iwamoto & Merrett, 1997)
- Hymenocephalus antraeus (Gilbert & Cramer, 1897)
- Hymenocephalus aterrimus (Gilbert, 1905)
- Hymenocephalus barbatulus (Gilbert & Hubbs, 1920)
- Hymenocephalus billsam (Marshall & Iwamoto, 1973)
- Hymenocephalus gracilis (Gilbert & Hubbs, 1920)
- Hymenocephalus grimaldii (Weber, 1913)
- Hymenocephalus hachijoensis (Okamura, 1970)
- Hymenocephalus heterolepis (Alcock, 1889)
- Hymenocephalus italicus (Giglioli, 1884)
- Hymenocephalus kuronumai (Kamohara, 1938)
- Hymenocephalus lethonemus (Jordan & Gilbert, 1904)
- Hymenocephalus longibarbis (Günther, 1887)
- Hymenocephalus longiceps (Smith & Radcliffe, 1912)
- Hymenocephalus longipes (Smith & Radcliffe, 1912)
- Hymenocephalus megalops (Iwamoto & Merrett, 1997)
- Hymenocephalus nascens (Gilbert & Hubbs, 1920)
- Hymenocephalus neglectissimus (Sazonov & Iwamoto, 1992)
- Hymenocephalus nesaeae (Merrett & Iwamoto, 2000)
- Hymenocephalus papyraceus (Jordan & Gilbert, 1904)
- Hymenocephalus semipellucidus (Sazonov & Iwamoto, 1992)
- Hymenocephalus striatissimus (Jordan & Gilbert, 1904)
- Hymenocephalus striatulus (Gilbert, 1905)
- Hymenocephalus tenuis (Gilbert & Hubbs, 1917)[3][4][5][6][7][8][9]